# Грациа, Юджин
Юджин «Джин» Грациа (англ. Eugene "Gene" Grazia, 29 июля 1934, Вест-Спрингфилд, штат Массачусетс, США — 9 ноября 2014, штат Флорида, США) — американский хоккеист, чемпион зимних Олимпийских игр в Скво-Вэлли (1960).

## Спортивная карьера
Начал свою хоккейную карьеру в ХК «Милан», за который провел сезон 1952/53 в итальянской Серии А1. С 1954 по 1958 гг. обучался в Университете штата Мичиган, за команду которого параллельно выступал в Национальной ассоциации студенческого спорта. Сезон 1957/58 провел в клубе Toledo Mercurys, сыграв в двух матчах Международной хоккейной лиги (IHL).
На международном уровне дебютировал в сборной Италии в играх группы В на чемпионате мира в Швейцарии (1953), забил три гола в пяти играх. В составе сборной США был участником мирового хоккейного первенства в Чехословакии (1959). На зимних Олимпийских играх в Скво-Вэлли (1960) в составе сборной США выиграл золотую медаль.
Завершил свою спортивную карьеру в возрасте 26 лет.
Впоследствии в течение 26 лет работал преподавателем физкультуры в качестве тренера по хоккею, бейсболу, гольфу в Вест-Спрингфилде, штат Массачусетс. Уйдя на пенсию, последние 20 лет жизни провел во Флориде.